# Сатубалдин, Арслан Сапарниязович
Арсла́н Сапарния́зович Сатуба́лдин или Бегнепесов (туркм. Arslan Saparnyýazowiç Begnepesow; 14 августа 1984, Уштобе, СССР) — казахстанский футболист, вратарь. Тренер вратарей в команде «Тараз» до 21 года.

## Карьера
Арслан серьезно начал заниматься футболом в Уштобе в возрасте 7 лет, и сразу же определился с позицией вратаря, однако по другим источникам является воспитанником туркменского футбола.
Первым более-менее серьёзным клубом Арслана стала команда «Наша Компания» из Астаны. Это было в 2003—2004 годах. По другим данным с 2002 по 2004 выступал за ашхабадский «Копетдаг».
Потом в 2005 году Владимир Фомичёв пригласил в «Окжетпес», в заявке числился как гражданин Туркменистана с фамилией Бегнепесов. В 2006 году был заявлен как гражданин Казахстана с фамилией Сатубалдин, став на 1 см ниже и на 7 кг тяжелее.
В середине сезона 2007 года ушёл в «Жетысу». Начало 2008 года провёл в «Атырау». После первого круга вернулся в «Окжетпес». Всё это время был в аренде. 2010 год начал в «Таразе», закончил в «Локомотиве». Сезон 2011 года начал в «Кайсаре», затем перешёл в «Актобе».
В высшем дивизионе Казахстана провёл более 50 игр. В Кубке Казахстана провёл 4 игры. Обладатель Кубка Казахстана сезона 2009/10 в составе «Локомотива» из Астаны.
В еврокубках провёл 2 матча и пропустил 3 гола. Это был первый отборочный раунд Лиги Европы 2009/10. Тогда «Окжетпес» играл против команды «Зимбру». Первый матч прошёл 2 июля 1009 года, где Арслан пропустил 2 гола, при этом его команда забила всего один гол. Ответный матч прошёл 9 июля 2009 года в Кокшетау, где его команда проиграла с минимальным преимуществом команде гостей.
В 2013 году подписал контракт с «Тоболом». Перед началом сезона 2016 года пополнил состав семейского «Алтая».

## Достижения
«Локомотив Астана»
- Обладатель Кубка Казахстана: 2010

## Личная жизнь
Сын руководителя сборной Туркменистана по футболу — Сапарнияза Бегнепесова. В одном из интервью утверждает что отец военный. Мать — педагог. Есть младший брат, однако утверждает что единственный ребёнок в семье. Супруга — Гульмира, работница миграционной полиции, сын — Кеймир.